# Ак-серке
Ак-серке (кирг. ак-серке), также чыгыр (кирг. чыгыр) — мясной бульон, смешанный с кумысом или айраном, и иногда с сузьмой.

## Приготовление
Ак-серке готовят следующим образом: в бульон, оставшийся после приготовления лапши, добавляют немного воды, доводят до кипения, а затем заправляют кумысом, айраном или растёртым курутом либо сузьмой. Сочетание мясного бульона, навара от лапши и кислинки молочной заправки делает ак-серке сытным и вкусным.

## Подача
Обычно ак-серке подают как напиток, помогающий пищеварению, его пьют во время еды или после основного обильного вкушения мяса, для утоления жажды.